# Xã White Rock, Quận Lane, Kansas
Xã White Rock (tiếng Anh: White Rock Township) là một xã thuộc quận Lane, tiểu bang Kansas, Hoa Kỳ. Năm 2010, dân số của xã này là 18 người.